# Josef Dressler
Josef Dressler   (Vlašim, 17 de febrer de 1971), conegut també com a Pepo Dressler, és un ex-ciclista txec que ha destacat en la pràctica del biketrial, havent-ne estat dues vegades campió del món, una vegada Campió d'Europa, una d'Àsia i vint vegades Campió estatal (primer, de Txecoslovàquia i després de la República Txeca). Actualment, Dressler té una empresa de venda de components de biketrial i organitza el Dressler Camp a la República Txeca.
Pepo Dressler és recordat per haver estat, durant anys, el principal contrincant d'Ot Pi a les competicions internacionals i per haver pujat diverses vegades en bicicleta a la Petrínská rozhledna i a la torre Žižkov (dues altes torres de Praga). El seu pare, de nom també Josef Dressler, fou qui formalitzà la legalització de la BIU (Biketrial International Union) el 1992 i el primer president d'aquesta nova entitat.

## Palmarès internacional

### Trialsín
| Any  | Categoria | C. del Món | Copa del Món |
| ---- | --------- | ---------- | ------------ |
| 1987 | Cadets    | 6è         |              |
| 1988 | Elit      | 7è         |              |
| 1989 | Elit      | 3r         |              |
| 1990 | Elit      | 2n         | 2n           |
| 1991 | Elit      | 2n         | 2n           |

### Biketrial
| Any          | Categoria    | C. del Món | Copa del Món | Co. d'Europa | C. d'Àsia |
| ------------ | ------------ | ---------- | ------------ | ------------ | --------- |
| 1992         | Elit         | 2n         | 3r           |              |           |
| 1993         | Elit         | 2n         | 2n           |              |           |
| 1994         | Elit         | 8è         | 6è           |              |           |
| 1995         | Elit         | 2n         |              |              |           |
| 1996         | Elit         | 8è         | 5è           |              |           |
| 1997         | Elit         | 5è         |              |              |           |
| 1998         | Màster       | 1r         |              |              |           |
| 1999         | Màster       | 4t         |              |              |           |
| 2000         | Màster       | 5è         |              |              | 1r        |
| 2001         | ?            | ?          |              |              |           |
| 2002         | ?            | 5è         |              |              |           |
| 2003         | Màster       | 1r         |              |              |           |
| 2004         | ?            | ?          |              |              |           |
| 2005         | Màster       | ?          |              | 1r           |           |
| Total títols | Total títols | 2          | -            | 1            | 1         |

## Exhibicions
Les seves ascensions a edificis de Praga varen ser aquestes:
- Petrínská rozhledna, torre de 63,5 metres d'alçada semblant a la Torre Eiffel, amb 299 graons:
  - 30/10/1991, en 7:33 minuts, amb una bicicleta Monty de biketrial
  - 3/11/1992, en 7:00,04 minuts, amb una bicicleta Scott de mountain bike
- Torre Žižkov, edifici de televisió amb 736 graons:
  - 2/11/1993, en 32:01,24 minuts, amb una bicicleta Monty de biketrial
  - 19:45,59 minuts, amb una bicicleta Monty de biketrial